# Tom Felleghy
Tom Felleghy, pseudonimo di Tamás Fellegi (Budapest, 26 novembre 1921 – Bracciano, 13 settembre 2005), è stato un attore ungherese, che ha recitato per lo più in Italia.

## Biografia
Dopo essersi formato artisticamente nella sua città d'origine, Budapest, studiando recitazione e regia, inizia a lavorare in teatro, come attore ma soprattutto come regista, per poi trasferirsi, all'epoca dell'invasione sovietica del 1956, prima in Austria e, in un secondo tempo, a Roma, dove ha iniziato la sua carriera cinematografica con una serie di piccole parti in alcuni peplum e in qualche film d'avventura.
Decide così di stabilirsi in Italia, dove si specializza come attore caratterista, interpretando generalmente ruoli da straniero in Italia, particolarmente anglosassoni, dati i suoi lineamenti e il portamento elegante. Nel 1964 gli viene offerto l'unico ruolo da protagonista della sua carriera nel film norvegese Marenco, in cui interpreta il ruolo dell'omonimo emigrante Carlo Marenco. Il film, però, che tra l'altro non viene distribuito in Italia, rimane un unicum nella sua carriera da comprimario.
Felleghy ha partecipato a oltre duecento pellicole dalla seconda metà degli anni cinquanta fino alla prima metà degli anni novanta. È presente per lo più in brevi apparizioni; non sono mancati comunque ruoli più rilevanti. In svariati thriller come 4 mosche di velluto grigio (1971) o Tutti i colori del buio (1972) impersona il commissario di polizia. Ancor più di frequente, negli innumerevoli polizieschi a cui ha preso parte, veste i panni del giudice o del medico legale. Altri ruoli da lui ricoperti più volte sono l'ufficiale, lo sceriffo, il sostituto procuratore e l'uomo d'affari. Muore a Bracciano, a 83 anni, il 13 settembre del 2005.

## Filmografia

### Cinema
- Pia de' Tolomei, regia di Sergio Grieco (1958)
- Non perdiamo la testa, regia di Mario Mattoli (1959)
- La sceriffa, regia di Roberto Bianchi Montero (1959)
- Caltiki il mostro immortale, regia di Riccardo Freda e Mario Bava (1959)
- L'arciere nero, regia di Piero Pierotti (1959)
- Caccia al marito, regia di Marino Girolami (1960)
- Il corazziere, regia di Camillo Mastrocinque (1960)
- La vendetta dei barbari, regia di Giuseppe Vari (1960)
- I magnifici tre, regia di Giorgio Simonelli (1961)
- Le meraviglie di Aladino, regia di Henry Levin (1961)
- L'ammutinamento, regia di Silvio Amadio (1961)
- Ursus e la ragazza tartara, regia di Remigio Del Grosso (1961)
- Sodoma e Gomorra, regia di Robert Aldrich e Sergio Leone (1962)
- La congiura dei dieci, regia di Baccio Bandini (1962)
- Venere imperiale, regia di Jean Delannoy (1962)
- Ursus nella terra di fuoco, regia di Giorgio Simonelli (1963)
- Maciste alla corte dello Zar, regia di Tanio Boccia (1964)
- Marenco, regia di Nills R. Müller (1964)
- I due toreri, regia di Giorgio Simonelli (1965)
- Marcia nuziale, regia di Marco Ferreri (1965)
- Il ranch degli spietati, regia di Jaime Jesús Balcázar e Roberto Bianchi Montero (1965)
- Agente 3S3 - Passaporto per l'inferno, regia di Sergio Sollima (1965)
- I due sergenti del generale Custer, regia di Giorgio Simonelli (1965)
- Asso di picche - Operazione controspionaggio, regia di Nick Nostro (1965)
- Il colonnello Von Ryan, regia di Mark Robson (1965)
- Un colpo da mille miliardi, regia di Paolo Heusch (1966)
- El Cisco, regia di Sergio Bergonzelli (1966)
- La grande notte di Ringo, regia di Mario Maffei (1966)
- Upperseven, l'uomo da uccidere, regia di Alberto De Martino (1966)
- Le colt cantarono la morte e fu... tempo di massacro, regia di Lucio Fulci (1966)
- Vayas con dios, Gringo, regia di Edoardo Mulargia (1966)
- Sicario 77, vivo o morto, regia di Mino Guerrini (1966)
- Arizona Colt, regia di Michele Lupo (1966)
- La resa dei conti, regia di Sergio Sollima (1966)
- Trappola per sette spie, regia di Mario Amendola (1966)
- Dalle Ardenne all'inferno, regia di Alberto De Martino (1967)
- Colpo maestro al servizio di Sua Maestà britannica, regia di Michele Lupo (1967)
- Come rubare la corona d'Inghilterra, regia di Sergio Grieco (1967)
- Il lungo, il corto, il gatto, regia di Lucio Fulci (1967)
- Nato per uccidere, regia di Antonio Mollica (1967)
- ...4..3..2..1...morte, regia di Primo Zeglio (1967)
- Tiffany memorandum, regia di Sergio Grieco (1967)
- El Rojo, regia di Leopoldo Savona (1967)
- Attentato ai tre grandi, regia di Umberto Lenzi (1967)
- Fai in fretta ad uccidermi... ho freddo!, regia di Francesco Maselli (1967)
- Killer Kid, regia di Leopoldo Savona (1967)
- Lola Colt - Faccia a faccia con El Diablo, regia di Siro Marcellini (1967)
- La più grande rapina del West, regia di Maurizio Lucidi (1967)
- Le due facce del dollaro, regia di Roberto Bianchi Montero (1967)
- Se vuoi vivere... spara!, regia di Sergio Garrone (1968)
- Per mille dollari al giorno, regia di Silvio Amadio (1968)
- Il pistolero segnato da Dio, regia di Giorgio Ferroni (1968)
- Testa di sbarco per otto implacabili, regia di Alfonso Brescia (1968)
- Quel caldo maledetto giorno di fuoco, regia di Paolo Bianchini (1968)
- Franco e Ciccio... ladro e guardia, regia di Marcello Ciorciolini (1969)
- Il sasso in bocca, regia di Giuseppe Ferrara (1969)
- La battaglia di El Alamein, regia di Giorgio Ferroni (1969)
- Le 10 meraviglie dell'amore, regia di Sergio Bergonzelli e Theo Maria Werner (1969)
- La porta del cannone, regia di Leopoldo Savona (1969)
- Uccidete Rommel, regia di Alfonso Brescia (1969)
- Una su 13, regia di Nicolas Gessner e Luciano Lucignani (1969)
- L'arcangelo, regia di Giorgio Capitani (1969)
- La morte bussa due volte, regia di Harald Philipp (1969)
- I diavoli della guerra, regia di Bitto Albertini (1969)
- I lupi attaccano in branco, regia di Phil Karlson e Franco Cirino (1970)
- L'inafferrabile invincibile Mr. Invisibile, regia di Antonio Margheriti (1970)
- Il gatto a nove code, regia di Dario Argento (1971)
- Lo chiamavano King..., regia di Giancarlo Romitelli (1971)
- Il furto è l'anima del commercio!?..., regia di Bruno Corbucci (1971)
- La coda dello scorpione, regia di Sergio Martino (1971)
- Un posto ideale per uccidere, regia di Umberto Lenzi (1971)
- Noi donne siamo fatte così, regia di Dino Risi (1971)
- Roma bene, regia di Carlo Lizzani (1971)
- 4 mosche di velluto grigio, regia di Dario Argento (1971)
- La morte scende leggera, regia di Leopoldo Savona (1972)
- Un uomo chiamato Dakota, regia di Mario Sabatini (1972)
- Amico, stammi lontano almeno un palmo..., regia di Michele Lupo (1972)
- Sette orchidee macchiate di rosso, regia di Umberto Lenzi (1972)
- Tutti i colori del buio, regia di Sergio Martino (1972)
- La notte dei diavoli, regia di Giorgio Ferroni (1972)
- Spirito Santo e le 5 magnifiche canaglie, regia di Roberto Mauri (1972)
- Bada alla tua pelle, Spirito Santo!, regia di Roberto Mauri (1972)
- Tutti fratelli nel west... per parte di padre, regia di Sergio Grieco (1972)
- Gli eroi, regia di Duccio Tessari (1973)
- Partirono preti, tornarono... curati, regia di Bianco Manini (1973)
- Los amigos, regia di Paolo Cavara (1973)
- La morte negli occhi del gatto, regia di Antonio Margheriti (1973)
- Bisturi - La mafia bianca, regia di Luigi Zampa (1973)
- Fra' Tazio da Velletri, regia di Romano Scandariato (1973)
- Milano trema: la polizia vuole giustizia, regia di Sergio Martino (1973)
- La schiava io ce l'ho e tu no, regia di Giorgio Capitani (1973)
- La mano spietata della legge, regia di Mario Gariazzo (1973)
- Dio, sei proprio un padreterno!, regia di Michele Lupo (1973)
- Anna, quel particolare piacere, regia di Giuliano Carnimeo (1973)
- Le cinque giornate, regia di Dario Argento (1973)
- Corte marziale, regia di Roberto Mauri (1973)
- La rivolta delle gladiatrici, regia di Steve Carver e Joe D'Amato (1974)
- Spasmo, regia di Umberto Lenzi (1974)
- Mussolini ultimo atto, regia di Carlo Lizzani (1974)
- L'arrivista, regia di Pierre Granier-Deferre (1974)
- Daisy Miller, regia di Peter Bogdanovich (1974)
- Milano odia: la polizia non può sparare, regia di Umberto Lenzi (1974)
- Prigione di donne, regia di Brunello Rondi (1974)
- Morbosità, regia di Luigi Russo (1974)
- L'uomo senza memoria, regia di Duccio Tessari (1974)
- Commissariato di notturna, regia di Guido Leoni (1974)
- Anno uno, regia di Roberto Rossellini (1974)
- 5 donne per l'assassino, regia di Stelvio Massi (1974)
- Corruzione al palazzo di giustizia, regia di Marcello Aliprandi (1974)
- Il giustiziere di mezzogiorno, regia di Mario Amendola (1975)
- Lo sgarbo, regia di Marino Girolami (1975)
- La città gioca d'azzardo, regia di Sergio Martino (1975)
- Gatti rossi in un labirinto di vetro, regia di Umberto Lenzi (1975)
- Che botte ragazzi!, regia di Bitto Albertini (1975)
- Profondo rosso, regia di Dario Argento (1975)
- Il medaglione insanguinato, regia di Massimo Dallamano (1975)
- Conviene far bene l'amore, regia di Pasquale Festa Campanile (1975)
- La polizia accusa: il Servizio Segreto uccide, regia di Sergio Martino (1975)
- Quel desiderio di lei, regia di Robert van Ackeren (1975)
- Roma violenta, regia di Marino Girolami (1975)
- Il giustiziere sfida la città, regia di Umberto Lenzi (1975)
- La città sconvolta: caccia spietata ai rapitori, regia di Fernando Di Leo (1975)
- La polizia interviene: ordine di uccidere!, regia di Giuseppe Rosati (1975)
- La supplente, regia di Guido Leoni (1975)
- Roma drogata la polizia non può intervenire, regia di Lucio Marcaccini (1975)
- L'anatra all'arancia, regia di Luciano Salce (1975)
- Mark il poliziotto spara per primo, regia di Stelvio Massi (1975)
- La dottoressa del distretto militare, regia di Nando Cicero (1976)
- Liberi armati pericolosi, regia di Romolo Guerrieri (1976)
- Per amore, regia di Mino Giarda (1976)
- Un toro da monta, regia di Roberto Mauri (1976)
- Roma a mano armata, regia di Umberto Lenzi (1976)
- Salon Kitty, regia di Tinto Brass (1976)
- Uomini si nasce poliziotti si muore, regia di Ruggero Deodato (1976)
- Oh, mia bella matrigna, regia di Guido Leoni (1976)
- Gli amici di Nick Hezard, regia di Fernando Di Leo (1976)
- Roma, l'altra faccia della violenza, regia di Marino Girolami (1976)
- Obsession - Complesso di colpa, regia di Brian De Palma (1976)
- Napoli violenta, regia di Umberto Lenzi (1976)
- Il trucido e lo sbirro, regia di Umberto Lenzi (1976)
- Tutti possono arricchire tranne i poveri, regia di Mauro Severino (1976)
- La dottoressa sotto il lenzuolo, regia di Gianni Martucci (1977)
- La bravata, regia di Roberto Bianchi Montero (1977)
- Stato interessante, regia di Sergio Nasca (1977)
- Le lunghe notti della Gestapo, regia di Fabio De Agostini (1977)
- Le calde notti di Caligola, regia di Roberto Bianchi Montero (1977)
- Una spirale di nebbia, regia di Eriprando Visconti (1977)
- La sorprendente eredità del tontodimammà, regia di Roberto Bianchi Montero (1977)
- California, regia di Michele Lupo (1977)
- Anno zero - Guerra nello spazio, regia di Alfonso Brescia (1977)
- Poliziotto sprint, regia di Stelvio Massi (1977)
- Il... Belpaese, regia di Luciano Salce (1977)
- Squadra antimafia, regia di Bruno Corbucci (1978)
- L'inquilina del piano di sopra, regia di Ferdinando Baldi (1978)
- Il grande attacco, regia di Umberto Lenzi (1978)
- Nero veneziano, regia di Ugo Liberatore (1978)
- Occhi dalle stelle, regia di Mario Gariazzo (1978)
- La via della prostituzione, regia di Joe D'Amato (1978)
- Sono stato un agente C.I.A., regia di Romolo Guerrieri (1978)
- La liceale nella classe dei ripetenti, regia di Mariano Laurenti (1978)
- La banda del gobbo, regia di Umberto Lenzi (1978)
- Piccole labbra, regia di Domenico Cattarinich (1978)
- Indagine su un delitto perfetto, regia di Giuseppe Rosati (1978)
- Come perdere una moglie... e trovare un'amante, regia di Pasquale Festa Campanile (1978)
- Diamanti sporchi di sangue, regia di Fernando Di Leo (1978)
- La montagna del dio cannibale, regia di Sergio Martino (1978)
- Il corpo della ragassa, regia di Pasquale Festa Campanile (1979)
- Da Corleone a Brooklyn, regia di Umberto Lenzi (1979)
- Scusi lei è normale?, regia di Umberto Lenzi (1979)
- La vera storia della monaca di Monza, regia di Bruno Mattei (1980)
- Odio le bionde, regia di Giorgio Capitani (1980)
- Il vizietto II, regia di Édouard Molinaro (1980)
- Incubo sulla città contaminata, regia di Umberto Lenzi (1980)
- Manolesta, regia di Pasquale Festa Campanile (1981)
- La salamandra, regia di Peter Zinner (1981)
- I carabbimatti, regia di Giuliano Carnimeo (1981)
- L'altro inferno, regia di Bruno Mattei (1981)
- Spaghetti a mezzanotte, regia di Sergio Martino (1981)
- Occhio alla penna, regia di Michele Lupo (1981)
- Il leone del deserto, regia di Mustafa Akkad (1981)
- Mia moglie torna a scuola, regia di Giuliano Carnimeo (1981)
- Il falco e la colomba, regia di Fabrizio Lori (1981)
- Monsignore, regia di Frank Perry (1982)
- Cicciabomba, regia di Umberto Lenzi (1982)
- Nanà, regia di Dan Wolman (1983)
- Fuga dal Bronx, regia di Enzo G. Castellari (1983)
- Il petomane, regia di Pasquale Festa Campanile (1983)
- Vediamoci chiaro, regia di Luciano Salce (1984)
- Uno scandalo perbene, regia di Pasquale Festa Campanile (1984)
- L'ultimo giorno, regia di Amasi Damiani (1985)
- Assisi Underground, regia di Alexander Ramati (1985)
- Oddio, ci siamo persi il papa, regia di Robert M. Young (1986)
- Una donna senza nome, regia di Luigi Russo (1987)
- Io e mia sorella, regia di Carlo Verdone (1987)
- Caldo soffocante, regia di Giovanna Gagliardo (1991)
- Voci dal profondo, regia di Lucio Fulci (1991)
- Fehér tenyér, regia di Szabolcs Hajdu (2006) – produttore esecutivo (accreditato come Thomas Fellegi)[5]

### Televisione
- L'età di Cosimo de' Medici, regia di Roberto Rossellini – miniserie TV (1972)
- La porta sul buio, regia di Dario Argento – miniserie TV, episodio Il tram (1973)
- Anna Karenina, regia di Sandro Bolchi – sceneggiato TV (1974)
- Camilla, regia di Sandro Bolchi – miniserie TV (1976)
- Il balordo, regia di Pino Passalacqua – sceneggiato TV (1978)
- Orient-Express, regia di Bruno Gantillon – miniserie TV (1980)
- L'eredità della priora, regia di Anton Giulio Majano – miniserie TV (1980)
- Il caso Graziosi, regia di Michele Massa – film TV (1981)
- Fregoli, regia di Paolo Cavara – sceneggiato TV (1981)
- Don Luigi Sturzo, regia di Giovanni Fago – miniserie TV (1981)
- I racconti del maresciallo, regia di Giovanni Soldati – miniserie TV (1984)
- La casa del sortilegio, regia di Umberto Lenzi – film TV (1989)
- La ragnatela, regia di Alessandro Cane – miniserie TV (1991)
- Quelli della speciale – serie TV (1993)

## Doppiatori italiani
Nelle versioni italiane dei film a cui ha preso parte, Tom Felleghy è stato doppiato da:
- Arturo Dominici in La coda dello scorpione, Tutti i colori del buio, La città sconvolta: caccia spietata ai rapitori, Poliziotto sprint, Squadra antimafia, La via della prostituzione, Indagine su un delitto perfetto, Come perdere una moglie... e trovare un'amante, Occhio alla penna, Cicciabomba
- Giorgio Piazza in Un colpo da mille miliardi, 4 mosche di velluto grigio, Milano odia: la polizia non può sparare, Il giustiziere sfida la città, Mark il poliziotto spara per primo, Liberi armati pericolosi, Sono stato un agente C.I.A.
- Bruno Persa in Arizona Colt, Nato per uccidere, La più grande rapina del West, Le due facce del dollaro
- Renato Turi in La grande notte di Ringo, Le colt cantarono la morte e fu... tempo di massacro, Lola Colt - Faccia a faccia con El Diablo
- Emilio Cigoli in La sceriffa, Agente 3S3 - Passaporto per l'inferno
- Gualtiero De Angelis in Caccia al marito, La resa dei conti
- Rolf Tasna ne Il corazziere
- Glauco Onorato ne L'ammutinamento
- Luciano Melani in Maciste alla corte dello Zar
- Giorgio Capecchi ne I due toreri
- Sergio Tedesco in Colpo maestro al servizio di Sua Maestà britannica
- Pino Locchi in Come rubare la corona d'Inghilterra
- Gianni Bonagura in ...4..3..2..1...morte
- Max Turilli in Tiffany memorandum
- Manlio Busoni in Attentato ai tre grandi
- Mario Feliciani ne Il pistolero segnato da Dio
- Nino Dal Fabbro in Lo chiamavano King...
- Giuseppe Rinaldi in Sette orchidee macchiate di rosso
- Cesare Polacco in Bada alla tua pelle, Spirito Santo!
- Vittorio Congia in L'uomo senza memoria
- Nino Pavese in Roma violenta
- Aldo Barberito in L'anatra all'arancia
- Gianni Marzocchi in Napoli violenta
- Franco Odoardi in Manolesta

## Pubblicità
Partecipò inoltre a numerose edizioni della rubrica pubblicitaria televisiva Carosello pubblicizzando:
- negli anni 1967 e 1968 le confezioni maschili Monti
- nel 1968, insieme a Howard Ross e Harold Null, il sapone per bucato OMO della Lever Gibbs; insieme ad Anna Wilhelm, la biancheria Canguro delle Manifatture Cotoniere Meridionali (M.C.M.)
- dal 1971 al 1975, insieme a Benito Artesi e Gemma De Angelis, i salumi Citterio;
- negli anni dal 1972 al 1976 l'amaro Don Bairo;
- nel 1973, insieme a Enza Sampò, la biancheria Bassetti;
- nel 1973 e 1974, insieme ad Alberto Lionello, il digestivo Cynar.